# Belá
Belá es un municipio del distrito de Nové Zámky en la región de Nitra, Eslovaquia, con una población estimada a final del año 2024 de 315 habitantes.
Se encuentra ubicado al sur de la región, cerca de los ríos Nitra y Hron (cuenca hidrográfica del Danubio) y de la frontera con Hungría.

## Demografía
| Año        | 1994 | 2004    | 2014     | 2024  |
| ---------- | ---- | ------- | -------- | ----- |
| Población  | 424  | 413     | 350      | 315   |
| Diferencia |      | −2,59 % | −15,25 % | −10 % |

| Año        | 2023 | 2024    |
| ---------- | ---- | ------- |
| Población  | 319  | 315     |
| Diferencia |      | −1,25 % |